# Бетсі Росс

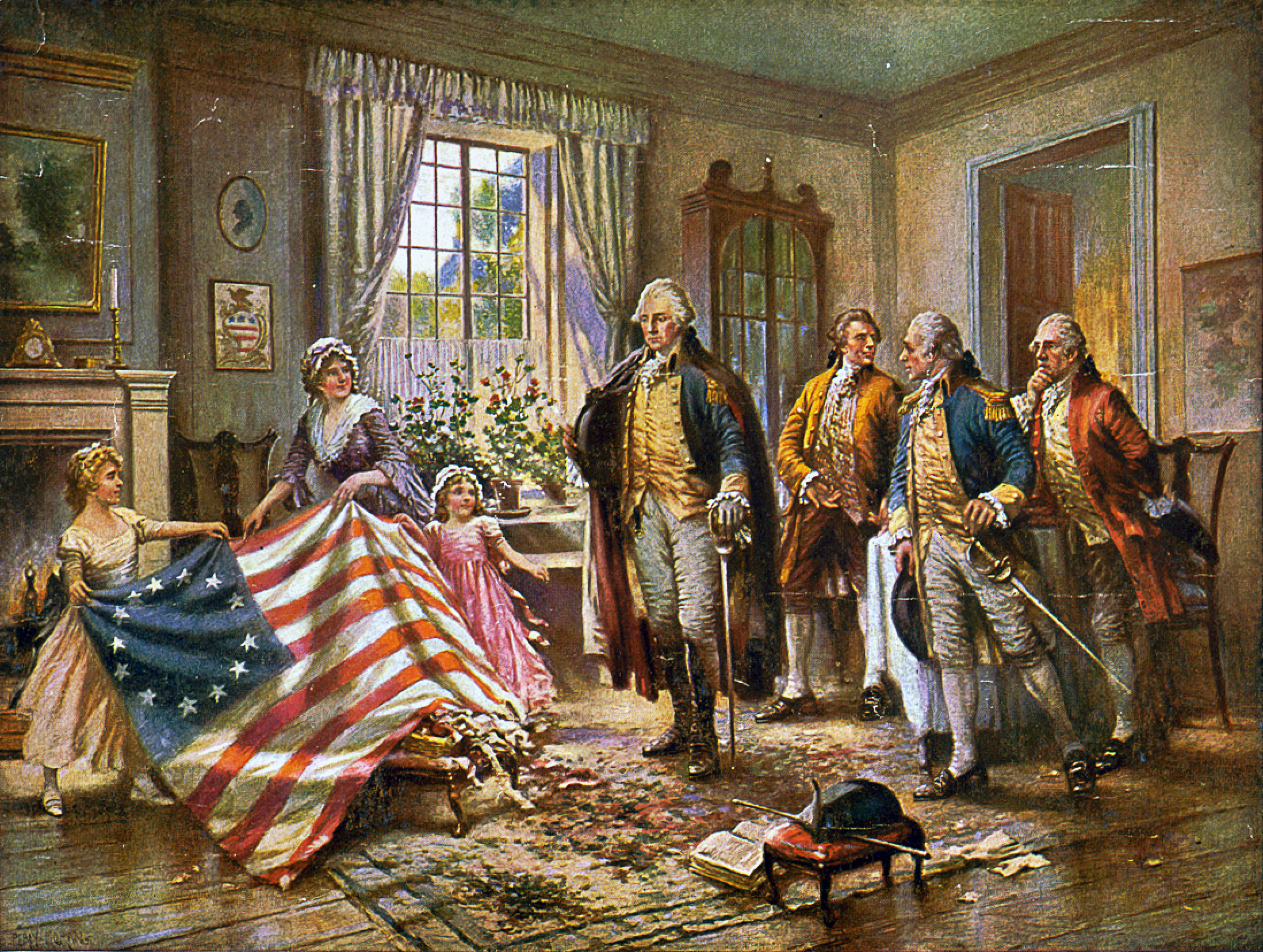
Бетсі Росс представляє перший американський прапор генералу Джорджу Вашингтону, худ. Едвард Персі Мора

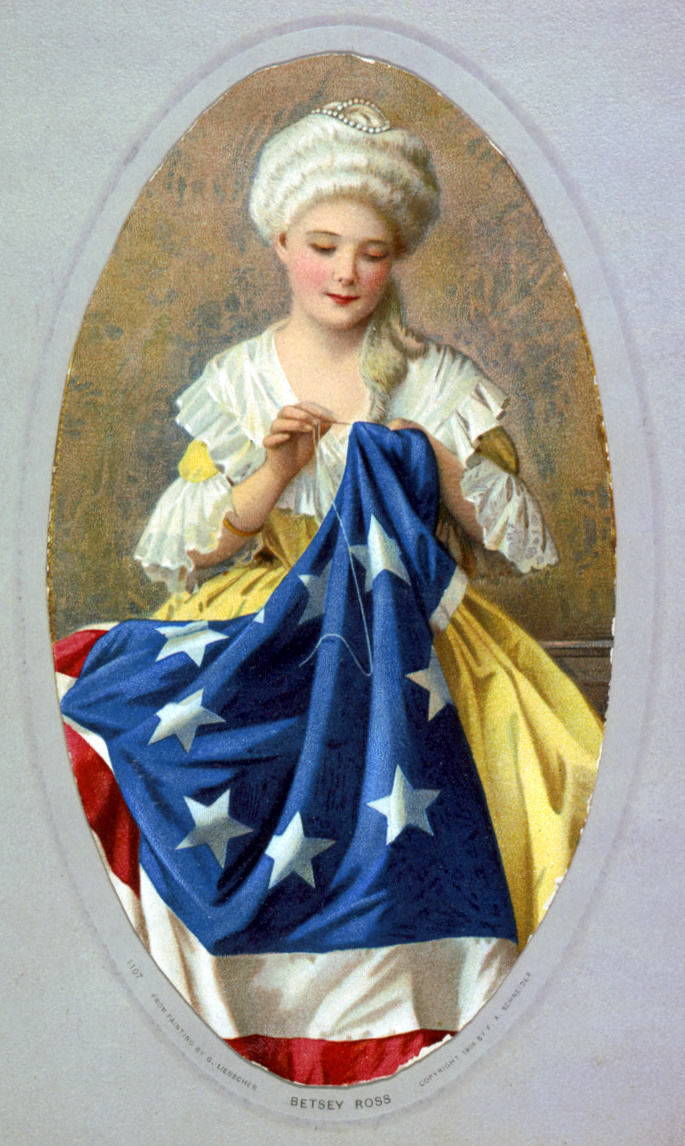
Бетсі Росс

Елізабет «Бетсі» Гріском, після шлюбу Бетсі Росс (1 січня 1752 , Філадельфія, Пенсільванія  — 30 січня 1836 , Філадельфія, Пенсільванія ) — філадельфійська кравчиня та дизайнерка, яка, згідно з переказами, пошила перший американський прапор.

## Ранні роки
Елізабет Гріском народилася 1 січня 1752 у Філадельфії, штат Пенсільванія, восьмою дитиною в родині з 17 дітей. Її батьки, Семюел і Ребекка Гріском, належали до «Суспільства друзів» (квакерів), тому в їхньому будинку панувала атмосфера суворої дисципліни. Бетсі навчилася вишивці у своєї двоюрідної бабусі Сари Гріском.

## Перший шлюб та бізнес
По закінченні квакерської школи батько віддав Бетсі в учениці драпірувальнику Вільяму Вебстеру. На цьому терені вона закохалася в Джона Росса, сина помічника пастора єпископальної Церкви Христа в Філадельфії. У листопаді 1773 21-річна Бетсі з коханим втекли з міста в Нью-Джерсі, де незабаром одружилися. Шлюб став причиною її остаточного розриву з сім'єю, оскільки квакерство відкидало міжконфесійні шлюби. Пара незабаром заснувала власний драпірувальний бізнес. Дітей у Бетсі і Джона не було.
З початком Американської революції фінансовий стан подружжя сильно похитнувся, оскільки кількість замовлень різко скоротилася. Чоловік вступив в Пенсильванське ополчення і загинув у січні 1776 під час вибуху на складі боєприпасів. Серед іншого, молода вдова успадкувала його магазин гобеленів на Арч-стріт у Філадельфії.

## Легенда про американський прапор

13-зірковий прапор США, зшитий, за легендою, Бетсі Росс

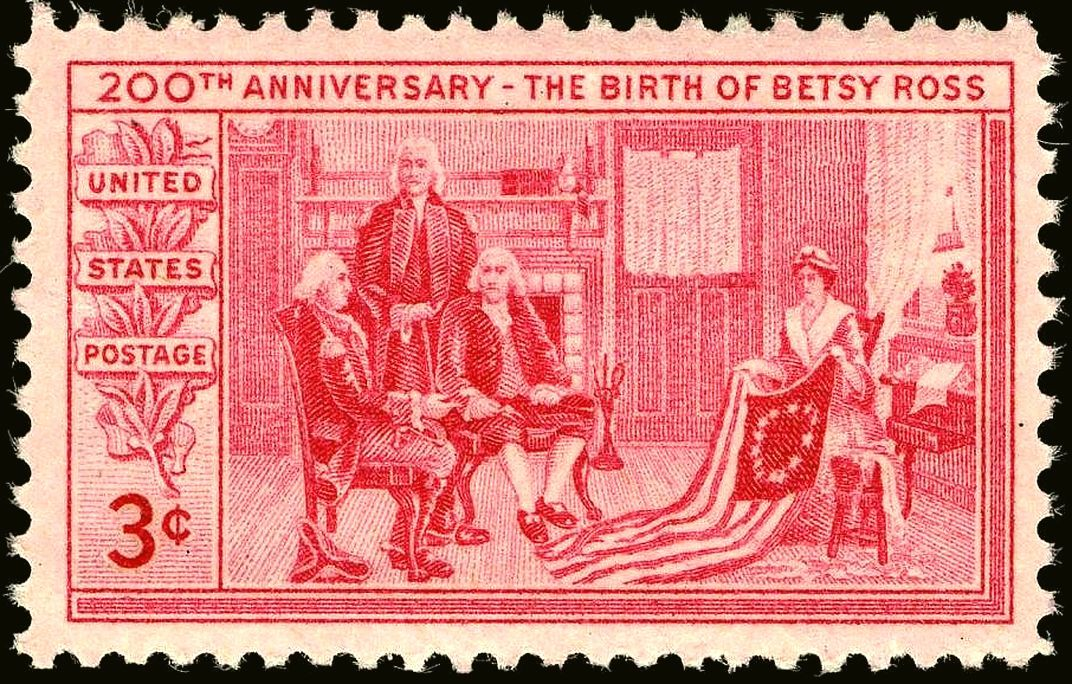
Бетсі Росс 200-річчя ювілейна марка, випущена в 1952 р.

Згідно з переказами, в червні 1776 Бетсі Росс була запрошена на нараду за участю Головнокомандувача Континентальної армії США Джорджа Вашингтона, полковника Джорджа Росса, який доводився її покійному чоловікові дядьком, і фінансиста Роберта Морріса. На засіданні їй був представлений проєкт прапора США, який необхідно було виконати до прийдешнього проголошення незалежності. Початковий ескіз прапора припускав шестикутні зірки, які були більш простими для крою. Але Росс запропонувала зобразити зірки п'ятикутними і як доказ своєї майстерності вирізала подібні зірки ножицями. Під враженням від побаченого комітет прийняв її пропозицію.
Наразі не було представлено жодних документальних підтверджень цього засідання, а інформація про нього була заснована виключно на усних розповідях. Тому історія про вишивку першого американського прапора Бетсі Росс вважається легендою. Деякі історики вважають, що ключову роль у створенні першого прапора США зіграв Френсіс Хопкінсон — один з діячів, які підписали Декларацію незалежності.

## Подальше життя
У 1777 році Бетсі Росс одружилася з капітаном Джозефом Ешберном; у пари було двоє дітей. Її третім чоловіком став Джон Клейпул — старий друг, який розповів їй про смерть Ешберна в британській в'язниці. У цьому шлюбі вона народила п'ять дочок. Бетсі пережила і третього чоловіка: він помер в 1817 році після тривалої хвороби. Вона продовжила драпірувальні справи, що до того часу включало в себе також виготовлення прапорів. Померла Бетсі Росс 30 січня 1836 у віці 84 років.

## Спадшина
Ім'я Бетсі Росс знає кожен американець.
На її честь названо корабель, міст, що об'єднує Пенсильванію і Нью-Джерсі, та сорт бузку.
1 січня 1952 року в США, до 200-річчя Бетсі Росс було випущено ювілейну марку. Дизайн був узятий з картини Чарльза Х. Вайсбергерга, одного із засновників і першого секретаря Асоціації Меморіалу, який управляє так званим Будинком Росс.